# Хилл, Эдвард
Эдвард Хилл (англ. Edward Hill; 9 декабря 1843 — 27 августа 1923) — американский художник и поэт.

## Ранняя жизнь
Хилл родился в Вулверхэмптоне, Стаффордшир, Англия, 9 декабря 1843 года. Его семья переехала в Соединённые Штаты в 1844 году, поселившись в Тонтоне, штат Массачусетс. Переезжая часто, семья, наконец, обосновалась в Гарднере, штат Массачусетс, в 1860 году. Эдвард и его брат Томас Хилл работали в Heywood Brothers & Company, занимаясь отделкой мебели. В 1862 году Эдвард переехал к брату в Сан-Франциско, поселившемуся там в прошлом году. К 1864 году Эдвард вернулся в Бостон и начал рисовать.

## Художественная карьера

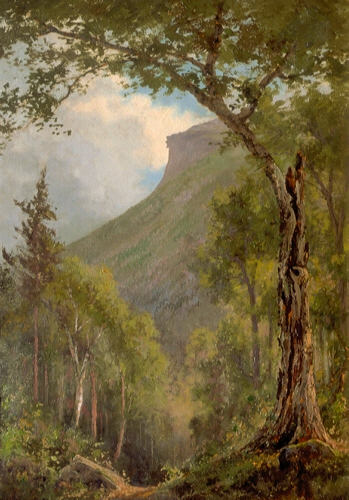
Картина Хилла Old Man of the Mountain

Хилл женился в 1869 году на Саре Лорле Браун и переехал в Литтлтон, штат Нью-Гемпшир. В 1874 году семья снова переехала, теперь в Ланкастер, штат Нью-Гемпшир. В 1875 году, живя в Ланкастере, Хилл написал картину «Президентский хребет с холма Легро», одну из своих самых ранних известных картин. С 1877 по 1892 год Хилл был художником-резидентом в Доме профилей во Франконии. В окрестностях находились предметы для его картин, которые пользовались популярностью у гостей отеля — Лейк-Лейк, Старик-гора, Озеро Эхо, Скала Игл, Флюм и Гора Лафайет.
Хилл регулярно выставлялся в Бостонском арт-клубе в течение 1880-х годов, где он был художником с 1881 по 1887 год. К этому времени финансовый успех и художественное признание Хилла были прочно закреплены.

## Спустя годы
Хилл провёл последние годы своей жизни на северо-западе Тихого океана. В 67 лет Хилл переехал в Худ-Ривер, штат Орегон, и открыл студию. Однако его время прошло, и он не мог найти заказчиков для своих работ. Скончался 27 августа 1923 года в Коттеджной больнице на реке Худ и был похоронен в безымянной могиле на кладбище Идлвильде в Худ-Ривер. Через шестьдесят лет после его смерти на могиле был установлен памятник на деньги коллекционера Роберта А. Голдберга.